# グラシャリサウルス
グラシャリサウルス（Glacialisaurus）は、古竜脚類マッソスポンディルス科の属である。前期ジュラ紀の現南極横断山脈の中央に生息していた。断片的な脚の化石であるタイプ標本「FMNH PR1823」と左後肢の大腿骨標本「FMNH PR1822」から知られている。カークパトリック山にあるハンソン層の下部に位置する凝灰岩や泥岩の中から発見され収集された。

## 学名
古生物学者ネイサン・スミスとディエゴ・ポールによって2007年に初めて命名され、タイプ種はGlacialisaurus hammeriとされた。グラシャリサウルスの属名は、化石が発見された南極横断山脈のベアードモア氷河にちなんで「凍った」「氷の」を意味するラテン語「glacialis」に由来している。種小名であるhammeriは、古生物学と南極調査において大きく貢献したドイツのアウグスタナ大学のウィリアム・R・ハマーへの献名である。

## 分類

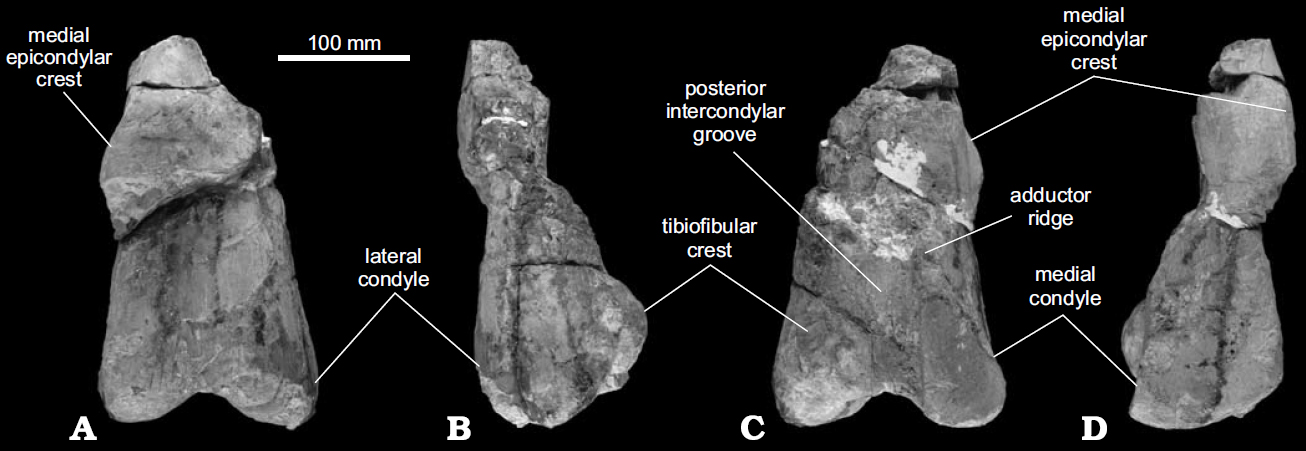
脚の断片

グラシャリサウルスの系統解析により、スミスとポールはグラシャリサウルスがマッソスポンディルス科に属することを突き止め、サトゥルナリアやプラテオサウルスよりも進化した古竜脚類に位置付けた。ジュラ紀初期の中国に生息していたルーフェンゴサウルスと脚の形状が類似しているためルーフェンゴサウルスとごく近縁であった可能性が浮上しているが、コロラディサウルスやマッソスポンディルスよりは原始的な形質であったとされている。イェーツによる2007年の分岐系統研究、イェーツらによる2010年と2011年の研究、ノーヴァスによる2011年の研究からも同様の結果が得られている。
グラシャリサウルスの発見は初期の竜脚類がどのように分布していたかを示す重要なものである。真竜脚類が同時期の南極大陸に生息していた痕跡が発見されているため、グラシャリサウルスのような古竜脚類が当時の南極大陸に生息していたことは、両者の存在時期が重複していたことを意味している。